# Blanca Lewin

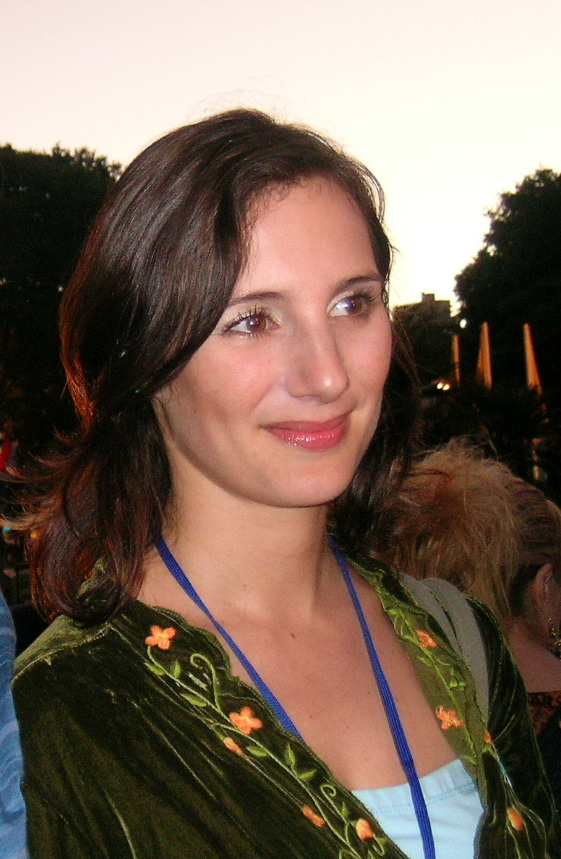
Lewin, 2006

Blanca Esperanza Lewin Gajardo (* 7. August 1974 in Santiago de Chile) ist eine chilenische Schauspielerin und Radiomoderatorin jüdischer Herkunft.

## Leben
Lewin studierte bis 1996 Theater an der Päpstlichen Katholischen Universität von Chile. Bekannt wurde sie durch die Rolle der Lola Padilla in der Seifenoper Lola auf Canal 13.
Sie wurde zweimal mit Altazor als beste Schauspielerin ausgezeichnet. Ebenso erhielt sie den Preis als beste Schauspielerin beim Internationalen Filmfestival Mannheim-Heidelberg für ihre Leistung in dem Film Sábado von Matías Bize.
Zwischen 1999 und 2002 war sie mit Werner Giesen verheiratet. Seit 2020 ist sie mit dem Journalisten Daniel Matamala verheiratet.

## Filmographie
- 1997: Oro Verde
- 1997: Tic Tac
- 1998: Iorana
- 1999: La Fiera
- 2000: Ángel Negro
- 2000: Romané
- 2000: Vigías del Sur
- 2001: Pampa Ilusión
- 2002: Rojo Fama Contrafama
- 2002: Sangre Eterna
- 2003: Puertas Adentro
- 2003: Sábado
- 2004: Los Pincheira
- 2005: Im Bett (En la cama)
- 2005: Los Capo
- 2006: Cómplices
- 2007: La Liga
- 2007–2008: Lola
- 2008: Íntimos y Extraño
- 2008: Locos por el Baile
- 2008: New Brooklyn
- 2010: Feroz
- 2010: The Life of Fish
- 2011: Peleles
- 2011: Prófugos Macking-of
- 2011–2013: Prófugos
- 2012: Bombal
- 2012: El Reemplazante
- 2015: Matriarcas
- 2017: Vida de Familia